# بورصة موزمبيق
بولسا دي فالوريس موزامبيق أو بورصة موزمبيق أو مابوتو للأوراق المالية هي أول بورصة في موزامبيق.

## الإفتتاح
تم افتتاح البورصة رسمياً في عام 1999، بدعم من بورصة لشبونة والبنك الدولي.

## روابط خارجية
- بورصة موزمبيق الموقع الرسمي
- بورصة مابوتو
- موزمبيق
- سياسة التنمية لأسواق الأوراق المالية الصغيرة: دراسة حالة لموزمبيق وسوازيلند